# Piura
Piura är en stad i nordvästra Peru. Den är huvudort i departementet Piura och Piuraprovinsen. Folkmängden uppgick till 436 440 invånare 2015.
Det var här den spanske conquistadoren Francisco Pizarro grundade den första spanska staden i Sydamerika, San Miguel de Piura, år 1532. Piura utropade sin självständighet den 4 januari 1821.